# Sokołka (rejon mamadyski)
Sokołka (ros. Соколка) – wieś (sieło) w Rosji, w Tatarstanie, w rejonie mamadyskim. W 2010 liczyła 607 mieszkańców.